# Ciclo calípico
Para los estudios de astronomía y del calendario, el ciclo calípico es una aproximación particular del múltiplo común del año (específicamente del año tropical) y del mes sinódico, que fue propuesta por Calipo de Cícico en el año 330 a. C.. Es un período de 76 años, que supone una mejora con respecto al ciclo metónico de 19 años.

## Fundamentación
Un siglo antes de Calipo, Metón había descubierto el ciclo según el cual 19 años equivalen a 235 lunaciones. Si se supone que un año es alrededor de 365 1⁄4 días, 19 años totalizan alrededor de 6940 días, lo que supera las 235 lunaciones en casi un tercio del día, y si se consideran 19 años tropicales la diferencia es de cuatro décimas de día. Asignó implícitamente al año solar una duración de 6940⁄19 = 365 + 5⁄19  = 365 + 1⁄4 + 1⁄76 días = 365 d 6 h 18 min 56 s. Calipo aceptó el ciclo de 19 años, pero sostuvo que la duración del año en días era más cercana a 365 1⁄4 (= 365 d 6 h), por lo que multiplicó el ciclo de 19 años por 4 para obtener un número entero de días, y luego omitió 1 día desde el último ciclo de 19 años. Por lo tanto, calculó un ciclo de 76 años, que consta de 940 lunaciones y 27.759 días, que se ha denominado el ciclo calípico en su honor.
Aunque el error del ciclo se ha calculado como un día completo en 553 años, o lo que es lo mismo, en 4,95 partes por millón, en la actualidad, 27.759 días en 76 años conllevan un año promedio de exactamente 365 1⁄4 días, que en relación con el año equinoccial medio en el norte, es aproximadamente 11 minutos demasiado largo por año. En otras palabras, el ciclo se desplaza un día más tarde por cada 130 10⁄11 años, lo que es considerablemente menos exacto que la deriva del ciclo metónico no redondeado. Si el ciclo calípico se considera más cercano a su longitud no redondeada de 27,758 3⁄4 días (basado en 940 lunaciones), entonces su precisión es esencialmente la misma que la del ciclo metónico no redondeado (en unos pocos segundos por año). Si se considera como 940 lunaciones menos un día, el año medio calípico se acortará en 1⁄76 de un día (18 minutos 57 segundos), lo que hace que sea demasiado corto, y también diverge con respecto al ciclo lunar medio, a razón de 1⁄940 de un día (1 minuto 31 segundos) por mes lunar. Si la duración del ciclo se trunca a 27.758 días, el año medio es de 365 días, 5 horas, 41 minutos y 3 segundos, o casi 8 minutos demasiado breve por año, y se desplazará por delante del ciclo lunar medio en alrededor de (3⁄4)⁄940 día (1 minuto 9 segundos) por mes lunar. En conjunto, la supuesta precisión de este ciclo no es especialmente sobresaliente, pero tiene un interés histórico.
El primer año del primer ciclo calípico comenzó en el solsticio de verano del año 330 a. C. (28 de junio en el calendario juliano proléptico), y fue utilizado por los astrónomos posteriores. En el Almagesto de Claudio Ptolomeo, por ejemplo, se citan (Almagesto VII 3, H25) observaciones realizadas por Timocares de Alejandría durante el 47 año del primer ciclo calípico (283 a. C.), coincidente con el octavo año del calendario ático, en el que las Pléyades fueron ocultadas por la Luna.
El calendario calípico originalmente usó los nombres de meses del calendario ático. Los astrónomos posteriores, como Hiparco de Nicea, prefirieron otros calendarios, incluido el antiguo calendario egipcio. También Hiparco inventó su propio ciclo hipárquico como una mejora sobre el ciclo calípico. El "Almagesto" de Ptolomeo proporciona algunas conversiones entre los calendarios calípico y egipcio, como que Anthesterion 8, el año 47 del primer período calípico, fue equivalente al día 29 del mes de Athyr, durante el año 465 de Nabonasar. Sin embargo, la forma original y completa del calendario calípico ya no se conoce.